# Kapaealakona
Kapaealakona ("Kapae, sin Lakone") bio je veliki poglavica havajskog ostrva Oahua na drevnim Havajima. Njegovo ime je bilo Kapae, ali je znan i kao Kapea.
Otac mu je bio veliki poglavica Lakona od Oahua, sin poglavice Navelea (havajski Nawele).
Majka mu je bila velika poglavarka Alaikauakoko od Oahua (Lakonina supruga, a ćerka Pokaija i Hineuki).
Kapae je oženio Vehinu (havajski Wehina). Njihovo dete je bio sin, veliki poglavica Haka od Oahua.